# Серіал
Серіа́л — поширене та популярне явище сучасного мистецтва, яке використовується (трапляється) переважно в літературі, кіно, телебаченні та анімації; спосіб організації та побудови художніх творів, котрий полягає в тому, що твір складається з багатьох окремих частин, зазвичай відносно невеликого розміру. Як правило, твори серіалу об'єднані спільними персонажами, інколи спільним антуражем подій чи лінійним сюжетом. Проте абсолютна більшість серіалів тримається саме на персонажах.

## Історія
«Що трапилось із Мері?» (США, 1912) — найперший серіал. Найпопулярнішим та одним із найдорожчих голівудських серіалів вважається пригодницький фільм «Космічний корабель у Незнане» (1936). Його вартість складає близько 36 тис. доларів. Після Другої світової війни зацікавленність у кіносеріалах зменьшилася, але серіал з успіхом розвиватися на телебаченні й сьогодні.

## Причини популярності серіалів
Існує багато пояснень популярності серіалів як метажанру. Найчастіше вказують психологічні, технічні та економічні.
Психологічні причини — людям по-простому цікаві не лише сюжет, але й герої, антураж, то ж вони з радістю готові сприймати нові історії про улюблених героїв: для людей природно хотіти більше хорошого. Люди також звикають до реалій серіалу — і очікують його продовження просто за звичкою. Людям досить складно сприймати нове, тому довгі серіали в яких процес ознайомлення з реаліями художнього твору розтягнутий в часі легше сприймається ніж звичайні твори.
Технічні причини — серіали технічно простіші за звичайні твори. По-перше, легше робити продовження, аніж новий твір. Це стосується усіх сторін роботи, починаючи з художнього задуму й завершуючи суто технічними моментами. По-друге, конкретна частину серіалу, як правило, помітно менша за самостійний твір. Наприклад серія телесеріалу помітно менша за повнометражний фільм.
Економічні причини — випливають з психологічних та технічних. Перші створюють підґрунтя успіху в аудиторії, а другі значно скорочують витрати. Також успіх початку серіалу є певною гарантією успіху його продовження. Тобто серіали мають три головні переваги — популярність, відносну дешевизну та передбачуваність. Не диво, що подібна продукція є і комерційно успішною.

## Художні можливості серіалів
Серіал як метажанр має свою художню специфіку, в тому числі і свою сильну сторону. У порівнянні зі звичайними творами серіал є незрівнянно потужнішим прецедентним текстом. Завдяки значному обсягу та постійному повтору одних і тих самих реалій з варіаціями в людей (аудиторії серіалу) формується потужне спільне інформаційне поле, яке може використовуватися для художнього ефекту (прецедентний текст). Наприклад дуже часто якісь події чи фрази, що викликають захват в прихильників серіалу, зовсім не сприймаються людьми сторонніми. Причина не в низькій художній вартості подібного, а в тому, що як правило подібні цитати «грають» лише як прецедентний текст: певна фраза є сильною, коли знаєш чого варте для цього героя сказати подібне. Можна сказати, що серіал це метажанр. постмодерністський у квадраті — він не просто побудований на цитуванні та натяках й алюзіях, а на самоцитуванні, натяках та алюзіях на самого себе. Однак слід зазначити, що досить простими прийомами, завдяки тривалому впливу на аудиторію середній, добре зроблений серіал часом досягає такого ефекту та справляє таке враження, які в звичайних творах можуть створити лише найкращі зразки. Окрім гри на прецедентах сильними сторонами серіалів (хороших звісно) є проробленість (деталізованість та правдоподібність) реалій та характерів, плавність та правдоподібність розвитку персонажів, логічність переходів, яких у звичайних творах значно важче досягти внаслідок жорсткої економії часу.

## Критика серіалів
Досить часто серіали, як жанр, критикують за вбогість сюжету, шаблонність ідей, нерозвинуті діалоги, відсутність оригінальності тощо. Наприклад, за малобюджетності та необхідності бути розтягнутим у часі такий метажанр дещо програє повнометражним кінострічкам, проте найчастіше такого роду критика стосується окремих видів творів — «мильних опер», «реаліті-шоу» чи інших. На жаль, кількість такого роду однотипних серіалів поширюють цю думку на весь метажанр[джерело?].